# Adeflor
Alfredo García García, conocido como Adeflor (Gijón, 22 de mayo de 1876- Gijón, 1 de abril de 1959) fue un periodista español.

## Biografía
Su padre fue el maestro Justo García Fernández. Estudió el bachillerato en el Instituto Jovellanos, concluyéndolo en 1894. Se inició en el periodismo escribiendo en las columnas de los diarios gijoneses El Noroeste y El Comercio. Compaginó su labor periodística con la docencia y los estudios y, en 1909, finalizó la Licenciatura en Derecho por la Universidad de Oviedo. En 1909 se convirtió en redactor-jefe y en 1921, ocupó la Dirección hasta 1954. En 1920 rechazó una oferta para ser nombrado redactor jefe del diario El Sol. 
Fue miembro de número del Instituto de Estudios Asturianos, actual RIDEA.

## Obra
Su obra se enmarca dentro del costumbrismo gijonés. Se centró en los problemas sociales, económicos y urbanísticos de la ciudad. Algunos de sus libros son:

### En solitario
- Crónicas (a través de Galicia) (publicado en 1902)
- Los rubianes
- La señora del Paco
- El milano
- El concejal[4][5]

### ConLuis Vigil Escalera
- En vacaciones (1901)
- Más tipos y más tipadas (1903)

## Reconocimientos
Recibió la distinción de Periodista de Honor con motivo de su jubilación. El Ayuntamiento de Gijón dio a una de las calles del barrio de Centro el nombre de "Periodista Adeflor". Además recibió la Encomienda de Número de la Orden del Mérito Civil, la Medalla del Trabajo y fue nombrado presidente honorario de la Asociación de la Prensa.